# Bedjaničeva nagrada
Bedjaničeve nagrade se podeljuje za izjemna akademska dela s področij elektroenergetike in avtomatizacije od leta 1970 dalje. Nagrada se podeljuje v sodelovanju z ljubljansko in mariborsko univerzo ter Združenja slovenskih elektroenergetikov CIGRE-CIRED v čast prof. dr. Vratislavu Bedjaniču. Nagrajena dela predstavljajo visoko raziskovalno in strokovno relevantnost ter uporabnost rezultatov in dosežkov v gospodarstvu. Večina od nagrajencev so danes ugledni raziskovalci, univerzitetni profesorji, gospodarstveniki in strokovnjaki z mednarodnim ugledom v evropskih in svetovnih strokovnih združenjih. 
Seznam nagrajencev (1970-2024)   
| Leto, mesto podelitve | Ime nagrajenca              | Tema |
| --------------------- | --------------------------- | --- |
| 2024, Maribor         | Klemen Sredenšek            | Doktorska disertacija, Matematični model hibridnega sončnega sistema in optimizacija proizvodnje električne in toplotne energije, FE UM Krško                                                                                               |
| 2024, Maribor         | Rok Sešel                   | Magisterij (bolonj. študij), Avtomatiziran izračun delovne točke v sinhronskem motorju s trajnimi magneti z uporabo programov Elmer in Python, UM FERI                                                                                      |
| 2024, Maribor         | Nina Miklavčič              | Magisterij (bolonj. študij), Merilna negotovost sistema za oceno in napoved atmosferskih pogojev vzdolž daljnovodov, UM FERI |
| 2023, Ljubljana       | Nataša Prosen               | Doktorska disertacija, Brezžični prenos energije z dvojnim DD navitjem, UM FERI |
| 2023, Ljubljana       | Jan Močnik                  | Magisterij (bolonj. študij), Kratkoročno napovedovanje proizvodnje sončne elektrarne, UL FE |
| 2023, Ljubljana       | Jaka Rober                  | Magisterij (bolonj. študij), Določitev potenciala prožnosti pri uporabnikih distribucijskega omrežja, UM FERI |
| 2022, Maribor         | Tadej Škrjanc               | Doktorska disertacija, Prilagodljivo decentralizirano pod-frekvenčno razbremenjevanje v elektroenergetskih sistemih, UL FE |
| 2022, Maribor         | Ermin Rahmanović            | Magisterij (bolonj. študij), Analiza zgodovinsko odvisnih histereznih modelov mehkomagnetnih materialov, UM FERI |
| 2022, Maribor         | Aljaž Trupej                | Magisterij (bolonj. študij), Analiza vplivov obratovanja statičnega sinhronskega serijskega kompenzatorja na delovanje zaščite prenosnih vodov z uporabo simulatorja v realnem času in zaprti zanki, UM FERI                                |
| 2021, Ljubljana       | Mitja Antončič              | Doktorska disertacija, Ocenjevalnik stanja srednjenapetostnega in nizkonapetostnega distribucijskega omrežja z uporabo Kalmanovega filtra, UL FE                                                                                            |
| 2021, Ljubljana       | Luka Zidarič                | Magisterij (bolonj. študij), Vztrajnostne mase v elektroenergetskem sistemu Slovenije, UL FE |
| 2021, Ljubljana       | Blaž Okorn                  | Magisterij (bolonj. študij), Koordinacija aktivnih odjemalcev s platformo Etherum, UL FE |
| 2020, Maribor         | Mitja Kolenc                | Doktorska disertacija, Komunikacijski sistemi za spremljanje podatkov o razpršenih virih energije, UL FE |
| 2020, Maribor         | Rok Rečnik                  | Magisterij (bolonj. študij), Določanje napolnjenosti baterij z uporabo umetnega nevronskega omrežja, UM FERI |
| 2020, Maribor         | Mitja Garmut                | Magisterij (bolonj. študij), Primerjava različnih topologij statorjev za brezkrtačne enosmerne (BLDC) Motorje, UM FERI |
| 2019, Ljubljana       | Gorazd Bone                 | Doktorska disertacija, Posplošitev modeliranja regulabilnih elementov elektroenergetskega sistema pri analizi stacionarnih stanj, UL FE |
| 2019, Ljubljana       | Tim Kamenšek                | Magisterij (bolonj. študij), Izvedba indirektnega vektorskega vodenja asinhronskega stroja z uporabo razvojenga orodja Texas Instruments Launchpad, UM FERI                                                                                 |
| 2019, Ljubljana       | Ana Kerbler                 | Magisterij (bolonj. študij), Regulacija napetosti elektroenergetskega sistema s centralnim regulatorjem, UM FERI |
| 2018, Maribor         | Primož Sukič                | Doktorska disertacija, Fotonapetostne elektrarne kot vodeni aktivni členi razdeljevalnih omrežij, UM FERI |
| 2018, Maribor         | Martin Rožej                | Magisterij (bolonj. študij), Enofazni serijski aktivni močnostni filter, UL FE |
| 2018, Maribor         | Gašper Habjan               | Magisterij (bolonj. študij), Nehomogeno porazdeljen magnetni pretok v jedru tranformatorja za uporovno točkovno varjenje, UM FERI |
| 2017, Ljubljana       | Blaž Kirn                   | Doktorska disertacija, Zmogljivost sončnih fotonapetostnih elektrarn skozi življenjski cikel, UL FE |
| 2017, Ljubljana       | Loris Somi                  | Magisterij (bolonj. študij), Optimalna uskladitev usmerjenih nadtokovnih relejev v radialnih in zazankanih omrežjih z integrirano razpršeno proizvodnjo, UM FERI                                                                            |
| 2017, Ljubljana       | Jani Frank                  | Magisterij (bolonj. študij), Testiranje pretvorniških naprav s simulatorji v realnem času in metodami HIL, UL FE |
| 2016, Maribor         | Klemen Stopar               | Doktorska disertacija, Razvoj in analiza obloka v elektro-obločni peči z optimiranjem gibanja elektrod, UM FERI |
| 2016, Maribor         | Borut Prašnikar             | Magisterij (univerz. študij), Zasnova in razvoj dušilke za energetski transformator, UL FE |
| 2016, Maribor         | Andrej Mohar                | Magisterij (bolonj. študij), Magnetno justiranje relejev FI (februar 2016), UM FERI |
| 2016, Maribor         | Gregor Černe                | Magisterij (bolonj. študij), Kratkoročno napovedovanje porabe električne energije z uporabo mehkih Takagi- Sugeno modelov, UL FE |
| 2015, Ljubljana       | Tine Konjedic               | Doktorska disertacija, Uporaba tehnike mehkega preklapljanja za izboljšanje učinkovitosti in povečanje gostote moči enofaznega pretvornika s korekcijo faktorja moči, UM FERI                                                               |
| 2015, Ljubljana       | Primož Bergoč               | Magisterij (univerz. študij), Turbinski regulator za male hidroelektrarne, UL FE |
| 2015, Ljubljana       | Mitja Breznik               | Diploma (univerz. študij), Identifikacija vplivnih fenomenov izgub v železu sinhronskega stroja s trajnimi magneti, UL FE |
| 2015, Ljubljana       | Teodora Dimitrovska         | Diploma (univerz. študij), Ocenjevanje vztrajnostne konstante EES s pomočjo WAMS meritev, UL FE |
| 2014, Maribor         | Martin Petrun               | Doktorska disertacija, Modeliranje in analiza magnetnih komponent v močnostnih DC-DC.pretvornikih, UM FERI |
| 2014, Maribor         | Tomaž Rezar                 | Diploma (univerz. študij), Načrtovanje vgradnje daljinsko vodenih ločilnih mest v omrežje Elektra Celje, UM FERI |
| 2014, Maribor         | Luka Košir                  | Diploma (univerz. študij), Avtomatizirano preizkuševališče komponent električnih pogonov, UL FE |
| 2013, Ljubljana       | David Stojan                | Doktorska disertacija, Brezsenzorsko vodenje sinhronskega stroja s trajnimi magneti za puhala s širokim razponom hitrosti vrtenja, UM FERI                                                                                                  |
| 2013, Ljubljana       | Miha Čuk                    | Magisterij (univerz. študij), Zasnova in izvedba izmeničnega presmernika visoko učinkovitih obtočnih črpalk, UL FE |
| 2013, Ljubljana       | Primož Sukič                | Magisterij (bolonj. študij), Realizacija vodenja za optimalno izkoriščanje železnega jedra varilnega transformatorja, UM FERI |
| 2012, Maribor         | Klemen Drobnič              | Doktorska disertacija, Detekcija zloma rotorskih palic v asinhronskem motorju, UL FE |
| 2012, Maribor         | Marjan Stegne               | Magisterij, Razpoznavanje delnih praznitev v dielektrikih s pomočjo Weibullove porazdelitve, UM FERI |
| 2012, Maribor         | Jernej Černelič             | Diploma, Laboratorijski prototip statičnega kompenzatorja, UM FERI |
| 2012, Maribor         | Gorazd Bone                 | Diploma, Teoretične osnove simuliranja elektroenergetskega sistema v realnem času, UL FE |
| 2011, Ljubljana       | Urban Rudež                 | Doktorska disertacija, Adaptivne sheme podfrekvenčnega razbremenjevanja v sodobnih elektroenergetskih sistemih, UL FE |
| 2011, Ljubljana       | Žiga Voršič                 | Magisterij, Uporaba polizoliranih vodnikov pri najvišjih napetostih, UM FERI |
| 2011, Ljubljana       | Andrej Debenjak             | Diploma, Uporaba elektrokemične impedančne spektroskopije v sistemih s PEM gorivnimi celicami, UL FE |
| 2011, Ljubljana       | Rok Pučko                   | Diploma, Bilateralno teleoperiran kolesni mobilni robot, UM FERI |
| 2010, Maribor         | Uroš Kerin                  | Doktorska disertacija, Razvoj orodij za oceno dinamične sigurnosti elektroenergetskih sistemov, UL FE |
| 2010, Maribor         | Damjan Kovačič              | Diploma, Optimalni režim obratovanja usmerniških skupin v TALUM Kidričevo, UM FERI |
| 2010, Maribor         | Jernej Otič                 | Diploma, Izvedba mehkega regulatorja mobilnega robota s poljem programirljivih logičnih vrat, UM FERI |
| 2010, Maribor         | Sandi Ferjančič             | Diploma, Dinamični model asinhronskega motorja, UL FE |
| 2009, Ljubljana       | Lovrenc Gašparin            | Doktorska disertacija, Detekcija in analiza dodatnih harmonskih komponent samodržnega vrtilnega momenta sinhronskega motorja s trajnimi magneti, UL FE                                                                                      |
| 2009, Ljubljana       | Tadej Florjančič            | Diploma, Sinhroni pretvornik navzdol, UL FE |
| 2009, Ljubljana       | Matej Mlakar                | Diploma, Male črpalne hidroelektrarne na Pohorju, UM FERI |
| 2009, Ljubljana       | Bojan Kutnjak               | Diploma, Analiza, sinteza in preizkus vodenja dvojno napajanega asinhronskega generatorja, UM FERI |
| 2008, Maribor         | Tine Marčič                 | Načrtovanje in analiza trifaznih in enofaznih sinhronskih motorjev s potopljenimi magneti, UM FERI |
| 2008, Maribor         | Mitja Nemec                 | Prediktivne metode pri reguliranih trifaznih pogonih, UL FE |
| 2008, Maribor         | Leopold Herman              | Kompenzatorji jalove moči v izvedbi za preprečevanje resonančnih stanj, UL FE |
| 2008, Maribor         | Žiga Majdič                 | Robotska celica za brušenje izdelkov iz ogljikovih vlaken, UL FE |
| 2008, Maribor         | Tadej Petrič                | Robotsko vodenje dinamičnega bremena, UM FERI |
| 2007, Ljubljana       | Peter Gerzevič              | Detekcija in diagnostika okvar vzbujalnih navitij sinhronskih generatorjev, UL FE |
| 2007, Ljubljana       | Robert Horvat               | Emulacija mehanskih bremen pogona z asinhronskim motorjem, UM FERI |
| 2007, Ljubljana       | Stanislav Hosta             | Daljinski nadzor delovanja diagnostičnega sistema elektromotorskih pogonov, UL FE |
| 2007, Ljubljana       | Miloš Maksić                | Izračun širjenja flikerja v prenosnem omrežju, UL FE |
| 2007, Ljubljana       | Rok Markovič                | Inercialni navigacijski sistem, UL FE |
| 2007, Ljubljana       | Borut Povše                 | Robotska celica za manipulacijo malih motorjev, UL FE |
| 2006, Maribor         | Ivan Šmon                   | Lokalne metode za ugotavljanje napetostne nestabilnosti v elektroenergetskih sistemih, UL FE |
| 2006, Maribor         | Aleš Knoll                  | Modeliranje,simulacija in optimizacija postopka sterilizacije, UL FE |
| 2006, Maribor         | Marko Vaupotič              | Razvoj platform za zagotavljanje množice telekomunikacijskh storitev v sisitemih SDH, UL FE |
| 2006, Maribor         | Janko Horvat                | Vodenje sinhronega motorja s Hallovim dajalnikom, UM FERI |
| 2006, Maribor         | Peter Kosmatin              | Dvofazno zbujanje reluktančnega motorja, UL FE |
| 2006, Maribor         | Janko Trtnik                | Realizacija vodenja in nadzora avtomatske enote za pranje proizvodne linije, UL FE |
| 2005, Ljubljana       | Marko Lepetič               | Prediktivno vodenje nestabilnih neholonomičnih sistemov, UL FE |
| 2005, Ljubljana       | Miloš Pantoš                | Nova metoda za obračun omrežnine na podlagi sledenja pretokov moči po omrežju, UL FE |
| 2005, Ljubljana       | Matjaž Dolinar              | Določanje nelinearnih magnetilnih karakteristik jedra trifaznega transformatorja, UM FERI |
| 2005, Ljubljana       | Drago Jakopič               | Avtomatizacija zlaganja jeklenih palic v podjetju Štore steel, UM FERI |
| 2005, Ljubljana       | Tomaž Koritnik              | Spreminjanje orientacije predmeta pri robotskem krmiljenju, UL FE |
| 2004, Maribor         | Gregor Klančar              | Analiza več agentnih sistemov na primeru robotskega nogometa, UL FE |
| 2004, Maribor         | Goran Matešič               | Brezsenzorska regulacija vrtilne hitrosti asinhronskega motorja z razširjenim kalmanovim filtrom, UL FE |
| 2004, Maribor         | Anton Verdenik              | Sinteza vodenja procesa elektrolize primarnega aluminija, UM FERI |
| 2004, Maribor         | Anton Ložar                 | Zasnova in razvoj računalniškega sistema za nadzor in vodenje čistilnih naprav v Sloveniji, UL FE |
| 2004, Maribor         | Andrej Plazovnik            | Paralelni manipulator »PARMAN«, UM FERI |
| 2004, Maribor         | Tomaž Tomšič                | Zasnova sheme podfrekvenčnega razbremenjevanja, UL FE |
| 2003, Ljubljana       | Gregor Verbič               | Zaščita pred napetostnim zlomom na podlagi lokalnih fazorjev, UL FE |
| 2003, Ljubljana       | Miroslav Bugeza             | Linearni asinhronski motor v sodobnih integriranih elektromotorskih pogonih, UL FE |
| 2003, Ljubljana       | Peter Uršič                 | Močnostni pretvornik za vodenje integriranega zaganjalnika in generatorja v hibridnem pogonu, UL FE |
| 2003, Ljubljana       | Janko Šinko                 | Dinamične lastnosti linearnega nihala v liniji za proizvodnjo kamene volne, UL FE |
| 2003, Ljubljana       | Martin Turk                 | Trifazni usmernik s sinusnim vhodnim tokom in regulirano izhodno napetostjo 600V/15kVA z možnostjo dvosmernega pretoka energije, UL FE |
| 2003, Ljubljana       | Marjan Plut                 | Uporaba PLC komunikacij v sistemih vodenja elektro-energetskih omrežij, UL FE |
| 2002, Ljubljana       | Sašo Blažič                 | Robustno adaptivno vodenje, UL FE |
| 2002, Maribor         | Jože Mohorko                | Avtomatizirano nastavljanje geometrijskih parametrov slikovnih zaslonov, UM FERI |
| 2002, Maribor         | Uroš Benko                  | Odkrivanje napak v kolektorskem motorju na podlagi analize hrupa, UL FE |
| 2002, Maribor         | Darko Hercog                | Programiranje DSP procesorjev s pomočjo MATLAB-Simulink-a, UM FERI |
| 2002, Maribor         | Darko Kramar                | Nadzor odziva agregatov v sekundarni regulaciji frekvence, UL FE |
| 2001, Ljubljana       | David Grgič                 | Ugotavljanje deležev generatorjev v pretokih moči in preprečevanje preobremenitev prenosnih poti, UL FE |
| 2001, Ljubljana       | Jože Derganc                | Razgradnja slik na osnovi barvne informacije, UL FE |
| 2001, Ljubljana       | Jože Dedič                  | Inteligentni preizkuševalnik in polnilec baterij, UL FE |
| 2001, Ljubljana       | Tomislav Klančnik           | Sistemi inteligentnih zgradb, UM FERI |
| 2001, Ljubljana       | Andrej Šajn                 | Simulacija dnevnega trga z električno energijo, UL FE |
| 2001, Ljubljana       | Sebastjan Zorzut            | Izvedba sistema za vodenje podprocesa priprave plina z uporabo orodja Siemens Simatic PCS7, UL FE |
| 2000, Maribor         | Peter Zajec                 | Pulzni pretvornik s sinusno napetostjo za napajanje visoko dinamičnega elektromotorskega pogona, UL FE |
| 2000, Maribor         | Aleksander Boh              | Razvoj sistema vodenja šaržnega procesa nevtralizacije z orodjem Open Batch, UL FE |
| 2000, Maribor         | Matevž Čadonič              | Alfa-Beta sledilnik , UM FERI |
| 2000, Maribor         | Igor Dremelj                | Regulacija asinhronskega motorja s procesorjem TMS320F243, UL FE |
| 2000, Maribor         | Uroš Komatar                | Grafični vmesnik za načrtovanje in analizo dinamičnih sistemov s petrijevimi mrežami, UL FE |
| 2000, Maribor         | Milan Lampret               | Določanje napetostnih profilov v distribucijskem omrežju, UL FE |
| 1999, Ljubljana       | Rastko Fišer                | Modeliranje in diagnostika napak v pogonih z asinhronskimi motorji, UL FE |
| 1999, Ljubljana       | Gašper Mušič                | Računalniško podprto načrtovanje nadzornih sistemov avtomatskega vodenja, UL FE |
| 1999, Ljubljana       | Breda Cestnik               | Električno in magnetno polje v okolju elektroenergetskih vodov, UL FE |
| 1999, Ljubljana       | Igor Šafarič                | Robotska celica z brezkontaktnim zaznavanjem položaja objekta, UL FE |
| 1999, Ljubljana       | Borut Šmajdek               | Avtomatsko parametriranje, testiranje in dokumentiranje zaščitnih relejev, UL FE |
| 1999, Ljubljana       | Gregor Edelbaher            | Impendančno vodenje robota, UM FERI |
| 1998, Maribor         | Suzana Uran                 | Vzpostavljanje kontakta med robotom in okolico, UM FERI |
| 1998, Maribor         | Alenka Žnidaršič            | Snovanje postopkov za ugotavljanje napak v industrijskih procesih s pomočjo kvalitativnih modelov, UL FE |
| 1998, Maribor         | Aleš Hace                   | Pozicijsko in impendančno vodenje mehanizmov, UM FERI |
| 1998, Maribor         | Tomaž Štokelj               | Optimalno vodenje verige hidroelektrarn, UL FE |
| 1998, Maribor         | Gregor Bavdaž               | Metode ocenjevanja vrednosti spremenljivk in parametrov pri vodenju biološkega procesa, UL FE |
| 1998, Maribor         | Andrej Rotovnik             | Vodenje turbine s pomočjo SCADA sistema, UM FERI |
| 1997, Ljubljana       | Jože Ritonja                | Izboljšanje dinamične stabilnosti sinhronskega generatorja s pomočjo adaptivnega modelno referenčnega vodenja, UM FERI |
| 1997, Ljubljana       | Tadeja Babnik               | Zasnova ekspertnega sistema za vrednotenje okvar in obratovalnih stanj visokonapetostnih tranformatorjev, UL FE |
| 1997, Ljubljana       | Anton Pozne                 | Doseganje predmetov v prostoru z neumerjenim sistemom aktivnega vida, UL FE |
| 1997, Ljubljana       | Matjaž Mavrer               | Enofazni sinusni tokovni vir 120A, 35V, 54-65Hz, UL FE |
| 1997, Ljubljana       | Matjaž Mihelj               | Testiranje zmogljivosti telemanipulatorja, UL FE |
| 1997, Ljubljana       | Andreja Rojko               | Vodenje robota po metodi izračunanega navora, UM FERI |
| 1997, Ljubljana       | Uroš Salobir                | Sekundarna regulacija moči in frekvence v povezanih elektroenergetskih sistemih, UL FE |
| 1996, Maribor         | Gorazd Štumberger           | Obravnava trifaznih sistemov s pomočjo vektorskih prostorov, UM FERI |
| 1996, Maribor         | Janko Kosmač                | Model vakuumskega odklopnika ob izkopu v realnih obratovalnih razmerah, UL FE |
| 1996, Maribor         | Katarina Kavšek- Biasizzo   | Prediktivno vodenje s pomočjo mehkega modela, UL FE |
| 1996, Maribor         | David Nedeljković           | Sinhronizacija tokovne reference paralelnega aktivnega močnostnega filtra na omrežje, UL FE |
| 1996, Maribor         | Mario Mavrin                | Zmanjšanje nihanja momenta elektronsko komutiranega servomotorja, UM FERI |
| 1996, Maribor         | Marko Petkovšek             | Regulacija vrtilne hitrosti asinhronskega motorja brez dajalnika, UL FE |
| 1996, Maribor         | Letizia Rojnić              | Optimalno angažiranje termoagregatov z genetskimi algoritmi, UL FE |
| 1995, Ljubljana       | Boris Curk                  | Teorija sistemov s spremenljivo strukturo v sintezi vodenja robotskih pogonov, UM FERI |
| 1995, Ljubljana       | Roman Kamnik                | Adaptivno krmiljenje sile robotskega dotika, UL FE |
| 1995, Ljubljana       | Andrej Zimšek               | Paralelni algoritmi pri vodenju robotov, UM FERI |
| 1995, Ljubljana       | Samo Gerkšič                | Vodenje šaržnih procesov s pomočjo matematičnega modela, UL FE |
| 1995, Ljubljana       | Stojan Peršin               | Uporabnost avtomatizacijske verige proces – PLC - SCADA, UM FERI |
| 1995, Ljubljana       | Aleksander Simonič          | Tokovna referenca za trifazni aktivni močnostni filter, UL FE |
| 1994, Maribor         | Rafael Mihalič              | Določitev obratovalnih parametrov prečnega transformatorja za izboljšanje obratovalnih razmer in povečanje prenosne zmogljivosti elektroenergetskega sistema, UL FE                                                                         |
| 1994, Maribor         | Boštjan Strmčnik            | Indikator bližine napetostnega zloma v EES, UL FE |
| 1994, Maribor         | Vinko Volčanjk              | Servo pogoni izvedeni z izmeničnimi motorji, UM FERI |
| 1994, Maribor         | Ami Chowdhury               | Načrtovanje direktnih regulacijskih sistemov na osebnem računalniku, UM FERI |
| 1994, Maribor         | Miran Rodič                 | Pozicioniranje z uporabo nevronskih mrež, UM FERI |
| 1994, Maribor         | Miha Završnik               | Projektiranje in analiza mehkih ( fuzzy) regulacij, UM FERI |
| 1993, Ljubljana       | Grega Bizjak                | Modeliranje stikala v programih za digitalno simulacijo prehodnih pojavov, UL FE |
| 1993, Ljubljana       | Jurij Curk                  | Nadrejena regulacija napetosti in jalovih moči EEE s pomočjo koncepta mehkih množic, UL FE |
| 1993, Ljubljana       | Sandi Saksida               | Identifikacija in sinteza vodenja procesov z uporabo umetnih nevronskih mrež, UL FE |
| 1993, Ljubljana       | Andrej Ferdo Gubina         | Uporaba umetnih nevronskih omrežij pri nadrejeni regulaciji napetosti in jalovih moči EES, UL FE |
| 1993, Ljubljana       | Dušan Drevenšek             | Tokovni regulatorji v vodenju izmeničnih motorjev, UM FERI |
| 1992, Maribor         | Marija Božnar               | Kratkoročno napovedovanje koncentracij SO2 v ozračju na osnovi več nivojske perceptorske nevronske mreže, UL FE |
| 1992, Maribor         | Robert Golob                | Sigurnostne analize z uporabo metode pridruženega omrežja, UL FE |
| 1992, Maribor         | Darko Požar                 | Snovno geometrijsko oblikovanje elementov visokonapetostnih naprav, UM FERI |
| 1992, Maribor         | Danilo Zadravec             | Regulacijske sheme v energetski elektroniki, UM FERI |
| 1992, Maribor         | Bojan Dobej                 | Trifazni sistem neprekinjenega napajanja, UM FERI |
| 1992, Maribor         | Boštjan Jevšenak            | Vodenje po principu zamegljenih množic, UL FE |
| 1992, Maribor         | Žarko Močnik                | Računalniško podprta obravnava prehodnih pojavov v elektroenergetskem sistemu, UM FERI |
| 1992, Maribor         | Igor Papič                  | Določanje parametrov regulabilnega prečnega transformatorja ob nastopu kratkega stika, UL FE |
| 1991, Ljubljana       | Nadira Šabanović-Behlilović | Topologije, analiza i upravljanje prekidačkih pretvarača, UN ETF SA |
| 1991, Ljubljana       | Marko Šega                  | Konceptualna analiza vsebine in lastnosti programskih orodij ter realizacija programskega paketa za področje CACSD, UL FE |
| 1991, Ljubljana       | Alenka Planinc              | Analiza in sinteza opazovalnikov v upravljanju mehanskih sistemov, UM FERI |
| 1991, Ljubljana       | Andrej Bračko               | Analiza uporabnosti digitalne simulacije v farmakokinetiki, UL FE |
| 1991, Ljubljana       | Matjaž Titovšek             | Analiza in implementacija integracijskih postopkov v simulacijskih jezikih, UL FE |
| 1991, Ljubljana       | Danijel Vončina             | Napajalni transformator v prekatni izvedbi, UL FE |
| 1991, Ljubljana       | Tomislav Šekara             | Jedna nova linearna transformacija sa potencijalnom primjenom u analizi i procesiranju signala, UN ETF SA |
| 1989, Ljubljana       | Mate Smajo                  | Dinamičke karakteristike elektromotornog pogona s asinhronim kaveznim motorom napajanim iz indirektnog pretvarača napona i frekvencije, UN FER                                                                                              |
| 1989, Ljubljana       | Leon Žlajpah                | Sinteza vodenja industrijskih robotov z uporabo metod razstavljanja nelinearnih multivariabilnih sistemnov, UL FE |
| 1989, Ljubljana       | Ivan Petrović               | Sustav za pozicioniranje noževa postrojenja letećih škara, UN FER |
| 1989, Ljubljana       | Alojz Bitenc                | Programska oprema za vodenje procesov, UL FE |
| 1989, Ljubljana       | Igor Škrjanc                | Analiza in simulacija kaotičnih sistemov, UL FE |
| 1989, Ljubljana       | Matjaž Fajdiga              | Analiza dinamičnega obnašanja hidraulične pilotne naprave, UL FE |
| 1988, Maribor         | Jerko Sestarić              | Ekspertni sustav za vodženje procesa pečenja klinkera, UN FER |
| 1988, Maribor         | Miro Milanovič              | Samonastavljivi regulator v realnem času v električnem reguliranem pogonu, UM FERI |
| 1988, Maribor         | Slavko Mavrič               | Vrednotenje učinkovitosti večprocesorskih sistemov s skupnim vodilom, UL FE |
| 1988, Maribor         | Martin Bizjak               | Lastnosti električnega obloka v ozkem kanalu, UL FE |
| 1988, Maribor         | Zdenko Kovačić              | Primjena mikroračunala za upravljanje brzinom vrtnje, UN FER |
| 1988, Maribor         | Jože Štrucl                 | Emulacija komunikacijskega protokola koprocesorja MC 68881 z mikroprocesorjem MC 68000, UM FERI |
| 1988, Maribor         | Andrej Žagar                | Analiza in sinteza multiprocesorske mreže, UL FE |
| 1988, Maribor         | Edvard Kraševec             | Modeliranje in simulacija proizvodnega procesa titanovega dioksida, UL FE |
| 1987, Ljubljana       | Vladimir Blaško             | Analiza i sinteza reguliranog elektromotornog pogona vozila s autonomnim izvirom električne energije, UN FER |
| 1987, Ljubljana       | Damir Klikić                | Sistem regulacije tiristorske lokomotive, UN FER |
| 1987, Ljubljana       | Damir Novosel               | Podfrekventno rasterečenje elektroenergetskog sistema, UN FER |
| 1987, Ljubljana       | Martin Terbuc               | Programska oprema portalnega robota, UM FERI |
| 1987, Ljubljana       | Peter Antunović             | Razvoj vmesnikov in ustrezne programske opreme za računalniško vodenje laboratorijske pilotne naprave, UL FE |
| 1987, Ljubljana       | Etbin Gregorić              | Transistorski pretvornik, UL FE |
| 1987, Ljubljana       | Tanja Kocjan                | Kinematika robota IVR- 10, UM FERI |
| 1987, Ljubljana       | Mateja Mihelčič             | Sistemi za razpoznavo vzorcev v transformatorski postaji, UL FE |
| 1986, Ljubljana       | Jadran Lenarčič             | Sinteza kinematike manipulacijskih robotov, UL FE |
| 1986, Beograd         | Vladimir Strezoski          | Prilog metodima za analizu stacionarnih stanja povezanih eleketroenergetskih sistema u uslovima strukturnih poremećaja, UN ETF BG |
| 1986, Maribor         | Ante Marušić                | Analiza algoritama digitalne distantne zaštite visokonaponskih vodova, UN FER |
| 1986, Maribor         | Oton Mikulič                | Monitorski program za porazdeljeno procesiranje v mikroračunalniškem omrežju, UL FE |
| 1986, Maribor         | Tomislav Tomiša             | Upravljanje hidravličkim sistemom hidroelektrane, UN FER |
| 1986, Maribor         | Mladen Bašić                | Zaštita generatora pri prekidu uzbune, UN FER |
| 1986, Maribor         | Davor Antonić               | 16 bitovno mikroračunalo ZM 68K/1, UN FER |
| 1986, Maribor         | Marjan Feher                | Mjerenje smera – zahtevi i realizacije, UN ETF SA |
| 1986, Maribor         | Zorica Radovanović          | Zaštita srednjenaponskih mreža sa uzemljenom neutralnom tačkom putem malog otpora, UN FET |
| 1986, Maribor         | Oto Težak                   | Računalniško vodenje enostavnejših procesov, UM FERI |
| 1985, Ljubljana       | Janez Nastran               | Prispevek k problematiki močnostnih aktivnih filtrov, UL FE |
| 1985, Ljubljana       | Maja Atanasijević           | Načrtovanje računalniškega vodenja multivariabilnih industrijskih procesov, UL FE |
| 1985, Ljubljana       | Ivan Čibej                  | Senzorsko vodenje robotskih sistemov v elektronski montaži, UL FE |
| 1985, Ljubljana       | Bojan Grilec                | Inteligentni barvni grafični terminal za interaktivno vodenje procesov v realnem času, UL FE |
| 1985, Ljubljana       | Siniša Srbljić              | Izvođenje radnih programa računalom upravljanih alatnih strojeva, UN FER |
| 1985, Ljubljana       | Nadja Hvala                 | Uporaba metode inverznega Nyquistovega diagrama pri načrtovanju vodenja mulitvariabilnih procesov, UL FE |
| 1985, Ljubljana       | Aleš Leonardis              | Sistem za optični nadzor tiskanih vezij, UL FE |
| 1985, Ljubljana       | Siniša Marijan              | Analiza reguliranog elektromotornog pogona okretne platforme bagera, UN FER |
| 1985, Ljubljana       | Sanja Pavelić               | Modelna osnova robotskog manipulatora, UN ETF SA |
| 1985, Ljubljana       | Panjeta Šaban               | Gradnja test –sistema i procedura dijagnosticiranja kvarova u modulima sistema »JEMSUP«, UN ETF SA |
| 1984, Maribor         | Saša Prešern                | Mikroračunalniško vodenje senzorskih sistemov, ki temelji na metodah kibernetike in modeliranje multisenzorskih sistemov, UL FE |
| 1984, Maribor         | Fabeta Jesenko              | Sprotno optimalno računalniško vodenje tehnoloških procesov, UL FE |
| 1984, Maribor         | Janez Pogorelec             | Modeliranje velikih sistemov s poudarkom na porazdeljenih mikroračunalniških strukturah, UM FERI |
| 1984, Maribor         | Ivan Škokljev               | Primena metode osetljivosti za približnu procenu efekata ispada grana u elektroenergetskim mrežama, UN ETF BG |
| 1984, Maribor         | Vlado Blagus                | Razpoznavanje valov v tri odvodovnem ortogonalnem elektrokardiogramu, UL FE |
| 1984, Maribor         | Jurij Čretnik               | Razvoj programske opreme za transformacijo iz frekvenčnega prostora v minimalno obliko v prostoru stanj., UL FE |
| 1984, Maribor         | Branko Premzel              | Programska in strojna oprema energetskega merilnika, UM FERI |
| 1984, Maribor         | Srečko Zorko                | Razvoj medjusklopa za povezivanje digitalnog računala i mjerne instrumentacije, UN FER |
| 1983, Ljubljana       | Köveš Arpad                 | Analiza signalov procesa varjenja v zaščiti ogljikovega dioksida, UL FE |
| 1983, Ljubljana       | Milan Miladinović           | Računalniško načrtovanje vodenja multivariabilnih dinamičnih procesov, UL FE |
| 1983, Ljubljana       | Milan Stojsavljević         | Utjecaj dodatnih regulacijskih signala regulatora napona sinhronskih generatora na elektromehanička njihanja, UN FER |
| 1983, Ljubljana       | Marjan Bolčina              | Regulacija gibov pri robotu, UL FE |
| 1983, Ljubljana       | Milan Čurković              | Krmiljenje koordinatnega risalnika z mikroračunalnikom, UM FERI |
| 1983, Ljubljana       | Primož Mlakar               | Uporaba pomnilnikov EPROM v avtomatskih merilnih postajah, UL FE |
| 1983, Ljubljana       | Janko Petrovčič             | Realizacija naprave za merjenje in regulacijo, UL FE |
| 1983, Ljubljana       | Petar Ristanović            | Regulacija napona i tokova reaktivnih snaga u prenosnim i distributivnim mrežama uz pomoč regulacionih transformatora sa promenom odnosa transformacije pod opterećenjem, UN ETF BG                                                         |
| 1982, Maribor         | Anton Čižman                | Računalniška indetifikacija multivariabilnih sistemov z referenčnim modelom, UL FE |
| 1982, Maribor         | Bojan Nemec                 | Diskretno adaptivno vodenje multivariabilnih sistemov, UL FE |
| 1982, Maribor         | Jurij Šilc                  | Magnetni mehurčki v digitalni tehniki, UL FE |
| 1982, Maribor         | Branko Bencik               | Adaptivna regulacija vrtilne hitrosti, UL FE |
| 1982, Maribor         | Dragan Brankovič            | Grupna regulacija aktivnih snaga u hidroelektrarnama, UN ETF BG |
| 1982, Maribor         | Borut Črnivec               | Sistem za zbiranje in protokoliranje podatkov z možnostjo krmiljenja, UL FE |
| 1982, Maribor         | Valter Macakanja            | Numerički proračun polja u reguliranom reluktatantnom motoru, UN FER |
| 1982, Maribor         | Ivan Maršič                 | Organizacija i pouzdanost memorijskih sustava, UN FER |
| 1982, Maribor         | Rajko Svečko                | Urejanje datotek na računalniku c18, UM FERI |
| 1981, Ljubljana       | Milivoje Aleksić            | Generator dijaloga za interaktivno upravljanje procesima, UN ETF BG |
| 1981, Ljubljana       | Đani Juričić                | Hierarhični pristop k zaprto zančnemu vodenju procesov , UL FE |
| 1981, Ljubljana       | Nebojša Novoselec           | Regulacija napona sa promenom položaja odcepa regulacionih transformatora pod opterećenjem, UN ETF BG |
| 1981, Ljubljana       | Janez Pogorelec             | Mikroračunalniški sklop za obdelavo merilnih in regulacijskih signalov, UM FERI |
| 1981, Ljubljana       | Tomaž Simončič              | Brezprekinitveni sistemi napajanja v hidroelektrarnah, UL FE |
| 1981, Ljubljana       | Bojan Grošelj               | Prikazovalni sistem semigrafičnega barvnega terminala za operativno vodenje procesov, UL FE |
| 1981, Ljubljana       | Andrej Kuščer               | Komunikacija semigrafičnega barvnega terminala in nadrejenega računalnika, UL FE |
| 1981, Ljubljana       | Peter Peterlin              | Raziskava interakcij med operaterjem in kompleksnim procesom s posebnim ozirom na vodenje elektroenergetskega sistema, UL FE |
| 1981, Ljubljana       | Josip Ungarov               | Analiza vučnog kruga tiristorske lokomotive modeliranjem na računalui, UN FER |
| 1981, Ljubljana       | Rihard Karba                | Sinteza algoritmov za računalniško vodenje multivariabilnih sistemov, UL FE |
| 1980, Maribor         | Jože Korelič                | Krmiljenje asinhronskih motorjev, UM FERI |
| 1980, Maribor         | Marko Maver                 | Naprave za preskušanje zaščitnih relejev, UL FE |
| 1980, Maribor         | Drago Dolinar               | Računalniško projektiranje elementov eleketroenergetskega omrežja, UM FERI |
| 1980, Maribor         | Bogdan Oblak                | Računalniška analiza statokinegrama, UL FE |
| 1980, Maribor         | Nedeljko Perić              | Optimiranje sistema za pozicioniranje s reguliranim istosmjernim elektromotornim pogonom, UN FER |
| 1980, Maribor         | Drago Šerović               | Sinteza sistema automatskog upravljanja kurzom broda, UN ETF BG |
| 1980, Maribor         | Adolf Žižek                 | Statistični model zanesljivosti verjetnostnega sistema, UL FE |
| 1979, Ljubljana       | Dušan Kernev                | Prispevek k študiju premikanja ladje kot dinamičen sistem za avtomatskim izogibanjem dveh ali več objektov, UL FE |
| 1979, Ljubljana       | Nedžat Pašalić              | Analiza režima rada i sinteza reguliranih istosmernih elektromotornih pogona s trnzistorima snage u energetskom krugu, UN FER |
| 1979, Ljubljana       | Slobodan Bjelić             | Mogučnost simuliranja prelaznih pojava u strujnim transformatorima za relejnu zaštitu putem matematičkog modelovanja i verifikacija eksperimentalno dobijenih rezultata na računskim mašinama, UN ETF BG                                    |
| 1979, Ljubljana       | Janez Pavšek                | Prenos kriterijev distančne zaščite, UL FE |
| 1979, Ljubljana       | Halid Pašalić               | Adapativna regulacija elektromotornih pogona u sistemu regulacije Petlje valjaoničkog stana, UN FER |
| 1979, Ljubljana       | Bojan Alatič                | Elektronski moduli za meritve in regulacije v vezjih energetske elektronike, UM FERI |
| 1979, Ljubljana       | Franc Solina                | Računalniška analiza ravninskih in prostorskih zank VKG signalov , UL FE |
| 1978, Maribor         | Branko Jeren                | Procesor za digitalno filtriranje, UN FER |
| 1978, Maribor         | Bratislav Petrović          | Optimalno upravljanje bilinearnim sistemima, UN ETF BG |
| 1978, Maribor         | Anuša Rode                  | Razpoložljivost moči v termoelektrarnah koncentriranega elektroenergetskega sistema, UL FE |
| 1978, Maribor         | Seid Tešnjak                | Matematični model za potrebe upravljanja elektroenergetskim sistemom, UN FER |
| 1978, Maribor         | Emil Mandeljc               | Elektronska sortirnica in avtomatski merilnik hlodovine z elektro-optičnim odjemnikom in mikroračunalnikom, UL FE |
| 1978, Maribor         | Željko Mikšič               | Upravljačka jedinica digitalnog tahometra, UN FER |
| 1978, Maribor         | Jožica Rejec- Lužar         | Regulacija vrtilne hitrosti enosmernega motorja, UL FE |
| 1978, Maribor         | Janez Zakonjšek             | Distančna zaščita v distribucijskih omrežjih, UL FE |
| 1977, Ljubljana       | Srđan S. Stanković          | Algoritmi identifikacije sistema u realnom vremenu zasnovani na metodi dinamičke stohastičke aproksimacije, UN ETF BG |
| 1977, Ljubljana       | Željko Arbanas              | Mjerni strujni transformatori s protutaktnom karakteristikom u reguliranim EMP, UN FER |
| 1977, Ljubljana       | Marija D. Ilić              | Optimizacija upravljanja u složenim sistemima sa više kriterijuma i primena na elektroenergetske sisteme, UN ETF BG |
| 1977, Ljubljana       | Jože Kanduč                 | Strukturna analiza velikih sistemov z uporabo usmerjevalnih grafov in binarnih matrik, UL FE |
| 1977, Ljubljana       | Mato Fruk                   | Regulacija brzine vrtnje asinhronog kaveznog motora promjenom napona statora, UN FER |
| 1977, Ljubljana       | Milan Likar                 | Tiristorsko stikalo, UL FE |
| 1977, Ljubljana       | Borut Zupančič              | Adaptivni kompenzator motenj, UL FE |
| 1976, Maribor         | Leo Budin                   | Projektiranje sistema s nesigurnim vrijednostima parametara, UN FER |
| 1976, Maribor         | Nikola Pavešić              | Kodiranje informacij v razpoznavalnih sistemih, UL FE |
| 1976, Maribor         | Peter Žunko                 | Ugotavljanje vpliva karakteristik bremena na prehodne pojave v tehniki stikalnih aparatov, UL FE |
| 1976, Maribor         | Gorislav Erceg              | Specifičnosti modernizacije elektromotornog pogona teške valjačke pruge, UN FER |
| 1976, Maribor         | Tomislav Sepešy             | Obdelava metode za razpoznavanje številk in črk, ki temelji na dvodimenzionalni Fourierjevi analizi in njen preizkus na zgledih, UL FE |
| 1975, Ljubljana       | Dušan Hudnik                | Prispevek k problematiki kaskadnih regulacij, UL FE |
| 1975, Ljubljana       | Stanko Tonković             | Optimizacija upravljanja protezama i ortezama s pomoću mioelektričnih signala, UN FER |
| 1975, Ljubljana       | Muharem Mehmedović          | Analiza parametara uzbudnih sistema sinhronih generatora na dinamičku stabilnost, UN FER |
| 1975, Ljubljana       | Tomislav Rančič             | Izboljšanje regulacijskih lastnosti usmerniškega elektromotorskog pogona s posegom v notranji regulacijski krog za regulacijo rotorskega toka, UL FE                                                                                        |
| 1975, Ljubljana       | Boško Milisavljević         | Regulacija konstantne zatezne sile celofanske trake na mašini za lakiranje »Neumag« u fabrici lozofana kombinata »Viskoza« Loznica, UN ETF BG                                                                                               |
| 1975, Ljubljana       | Zlatko Maljković            | Regulirani elektromotorni pogoni namatača pruge »250« valjaonice III Željezare Zenica, UN FER |
| 1975, Ljubljana       | Nevio Bugarin               | Regulirani elektromotorni pogoni škara pruge 250¤ Valjaonice III Željezare Zenica, UN FER |
| 1974, Maribor         | Anton Pozne                 | Analiza in sinteza regulacijskih krogov elektromagneta z zveznim ali nezveznim regulatorjem, UL FE |
| 1974, Maribor         | Bojan Podlesnik             | Analiza problematike trganja rotorskega toka pri usmerniških elektromotorskih pogonih ter izdelava smernic za izbiro parametrov usmerniških vezij ter gladilnih dušilk v odvisnosti od podatkov elektromotorja in obratovalnihzahtev, UL FE |
| 1974, Maribor         | Peter Cafuta                | Realizacija sistemov za vpisovanje podatkov v računalnik in študij vpliva prehodov signalov skozi ničlo pri razpoznavanju omejenega števila slovenskih besed, UL FE                                                                         |
| 1974, Maribor         | Boris Gvozden               | Analiza uvjeta rada reguliranog elektromotornog pogona leteče pile, UN FER |
| 1974, Maribor         | Franc Kovačič               | Analiza izhodnega transformatroja razsmernika z ozirom navišjeharmonske komponente v napetosti, UL FE |
| 1974, Maribor         | Slobodan Ribarič            | Opišite Haarovo transformacijo in jo uporabite pri analizi elektrokardiograma, UL FE |
| 1973, Ljubljana       | Milan Čalović               | Linearni regulatori sa kompenzacijom poremećaja, UN ETF BG |
| 1973, Ljubljana       | Borivoje Rajković           | Dinamično ponašanje naponom reguliranog asinhronog motora, UN FER |
| 1973, Ljubljana       | Manojlo Kostić              | Primena graničnog optimalnog upravljanja sistemima sa raspodeljenim parametrima na problem elektrodekompozicije metala, UN ETF BG |
| 1973, Ljubljana       | Andrija Maričić             | Modeliranje dinamičkih karakteristika frekventno reguliranih izmjeničnih motora, UN FER |
| 1973, Ljubljana       | Drago Matko                 | Analiza, sinteza in simulacija modelno referenčnih adaptivnih sistemov, UL FE |
| 1973, Ljubljana       | Hilmija Kulasić             | Gradnja in preskus polprevodniškega merilnega dajalnika za efektivno vrednost napetosti, UL FE |
| 1973, Ljubljana       | Stanko Strmčnik             | Multivariabilni sistemi in njih analize z računalniki, UL FE |
| 1973, Ljubljana       | Josip Ungarov               | Regulacija tiristorskog jednofaznog poluupravljivog mosta upravljanjem kuta gašenja, UN FER |
| 1972, Maribor         | Ferdinand Gubina            | Principi kontrole dinamične stabilnosti bipedalne lokomocije s pomočjo zveznih in diskretnih konceptov upravljanja, UL FE |
| 1972, Maribor         | Marijan Kunštić             | Definiranje parametara nistagmičnih titraja metodom korelacije, UN ETF BG |
| 1972, Maribor         | Vanja Bufon                 | Optimalna regulacija sistemov s porazdeljenimi elementi, UL FE |
| 1972, Maribor         | Vojko Ameršek               | Izdelava modela napetostne regulacije sinhronskega generatorja za vaje s študenti, UL FE |
| 1972, Maribor         | Vojko Valenčič              | Proučitev delovanja sistema za razpoznavanje rokopisnih znakov in stimulacija le-tega na digitalnem računalniku, UL FE |
| 1972, Maribor         | Zoran Vukić                 | Analogni model hidrodinamičke sile kojom val djeluje na brod, UN FER |
| 1972, Maribor         | Antun Vuksić                | Regulator napona sinhronog generatora, UN FER |
| 1971, Ljubljana       | France Bremšak              | Optimalna regulacija nuklearnih reaktorjev, UL FE |
| 1971, Ljubljana       | Mirko M. Ljubić             | Sinteza adapativnog regulator asa promenljivom strukturom za jedan objekt upravljanja drugoga reda sa promeljivim parametrima, UN ETF BG |
| 1971, Ljubljana       | Ljubomir Grujić             | Sinteza sistema automatskog upravljanja kretanjem krutog tela kroz fluid, UN ETF BG |
| 1971, Ljubljana       | Iztok Gabrovec              | Analiza in simulacija ekstremalnih adaptivnih sistemov, UL FE |
| 1970, Maribor         | Albert Čebulj               | Kompleksne zaščite distribucijskega transformatorja, UL FE |
| 1970, Maribor         | Branislava Draženović       | Multivarijabilni sistemi sa promenljivom strukturom, UN ETF SA |
| 1970, Maribor         | Tadej Mateljan              | Odnosi medju metodama traženja optimalnih rješenja, UN ETF SA |
| 1970, Maribor         | Suad Alagić                 | Regularni jezici, UN ETF SA |
| 1970, Maribor         | Bojan Podlesnik             | Regulacija hitrosti vrtenja enosmernega motorja s preklopom kotvine napetosti, ki jo daje enofazni nesimetrični krmiljeni mostič, UL FE |
| 1970, Maribor         | Stjepan Dobrenić            | Ispitivanje utjecaja promjene linearnih i nelinearnih parametara u automatskoj regulacioji agregata Ilgner II Zenica, UN FER |

1. ↑  »Priznanja«. Slovensko združenje elektroenergetikov CIGRE-CIRED.